# Flins-sur-Seine
Flins-sur-Seine és un municipi francès, situat al departament d'Yvelines i a la regió de Illa de França. L'any 2007 tenia 2.396 habitants.
Forma part del cantó d'Aubergenville, del districte de Mantes-la-Jolie i de la Comunitat urbana Grand Paris Seine et Oise.

## Demografia

### Població
El 2007 la població de fet de Flins-sur-Seine era de 2.396 persones. Hi havia 940 famílies, de les quals 232 eren unipersonals (96 homes vivint sols i 136 dones vivint soles), 292 parelles sense fills, 340 parelles amb fills i 76 famílies monoparentals amb fills.
La població ha evolucionat segons el següent gràfic:
Habitants censats

### Habitatges
El 2007 hi havia 987 habitatges, 955 eren l'habitatge principal de la família, 5 eren segones residències i 27 estaven desocupats. 717 eren cases i 251 eren apartaments. Dels 955 habitatges principals, 721 estaven ocupats pels seus propietaris, 207 estaven llogats i ocupats pels llogaters i 27 estaven cedits a títol gratuït; 46 tenien una cambra, 95 en tenien dues, 142 en tenien tres, 261 en tenien quatre i 411 en tenien cinc o més. 722 habitatges disposaven pel capbaix d'una plaça de pàrquing. A 440 habitatges hi havia un automòbil i a 429 n'hi havia dos o més.

### Piràmide de població
La piràmide de població per edats i sexe el 2009 era:
| Homes | Edats   | Dones |
| ----- | ------- | ----- |
| 0     | 95 o +  | 4     |
| 0     | 90 a 94 | 4     |
| 4     | 85 a 89 | 16    |
| 4     | 80 a 84 | 20    |
| 28    | 75 a 79 | 44    |
| 36    | 70 a 74 | 32    |
| 48    | 65 a 69 | 52    |
| 40    | 60 a 64 | 36    |
| 80    | 55 a 59 | 36    |
| 100   | 50 a 54 | 92    |
| 108   | 45 a 49 | 100   |
| 88    | 40 a 44 | 104   |
| 52    | 35 a 39 | 64    |
| 92    | 30 a 34 | 76    |
| 76    | 25 a 29 | 88    |
| 80    | 20 a 24 | 56    |
| 96    | 15 a 19 | 88    |
| 80    | 10 a 14 | 84    |
| 40    | 5 a 9   | 56    |
| 48    | 0 a 4   | 56    |

## Economia
El 2007 la població en edat de treballar era de 1.680 persones, 1.293 eren actives i 387 eren inactives. De les 1.293 persones actives 1.204 estaven ocupades (629 homes i 575 dones) i 89 estaven aturades (48 homes i 41 dones). De les 387 persones inactives 148 estaven jubilades, 129 estaven estudiant i 110 estaven classificades com a «altres inactius».

### Ingressos
El 2009 a Flins-sur-Seine hi havia 953 unitats fiscals que integraven 2.362 persones, la mediana anual d'ingressos fiscals per persona era de 23.344 €.

### Activitats econòmiques
Dels 187 establiments que hi havia el 2007, 3 eren d'empreses extractives, 1 d'una empresa alimentària, 6 d'empreses de fabricació d'altres productes industrials, 21 d'empreses de construcció, 82 d'empreses de comerç i reparació d'automòbils, 7 d'empreses de transport, 18 d'empreses d'hostatgeria i restauració, 2 d'empreses d'informació i comunicació, 5 d'empreses financeres, 9 d'empreses immobiliàries, 17 d'empreses de serveis, 5 d'entitats de l'administració pública i 11 d'empreses classificades com a «altres activitats de serveis».
Dels 51 establiments de servei als particulars que hi havia el 2009, 1 era una oficina de correu, 2 oficines bancàries, 5 tallers de reparació d'automòbils i de material agrícola, 2 tallers d'inspecció tècnica de vehicles, 3 paletes, 3 guixaires pintors, 4 fusteries, 3 lampisteries, 4 electricistes, 4 perruqueries, 15 restaurants, 2 agències immobiliàries, 1 tintoreria i 2 salons de bellesa.
Dels 54 establiments comercials que hi havia el 2009, 1 era, 1 un hipermercat, 1 un supermercat, 1 una botiga de menys de 120 m², 1 una fleca, 1 una carnisseria, 25 botigues de roba, 1 una botiga de roba, 5 sabateries, 1 una sabateria, 2 botigues de mobles, 2 botigues de material esportiu, 1 una botiga de material de revestiment de parets i terra, 3 perfumeries, 5 joieries i 3 floristeries.
L'any 2000 a Flins-sur-Seine hi havia 3 explotacions agrícoles que ocupaven un total de 189 hectàrees.

## Equipaments sanitaris i escolars
L'únic equipament sanitari que hi havia el 2009 era una farmàcia.
El 2009 hi havia 1 escola maternal i 1 escola elemental.

## Poblacions més properes
El següent diagrama mostra les poblacions més properes.